# Haplochromis squamipinnis
Haplochromis squamipinnis är en fiskart som beskrevs av Regan 1921. Haplochromis squamipinnis ingår i släktet Haplochromis och familjen Cichlidae. IUCN kategoriserar arten globalt som livskraftig. Inga underarter finns listade i Catalogue of Life.